# یان هایزلندورن
یان هایزلندورن (هلندی: Jan Hijzelendoorn; ۲۰ مارس ۱۹۲۹ – ۲۲ اکتبر ۲۰۰۸) دوچرخه‌سوار اهل هلند بود.
وی در مسابقات کشوری و بین‌المللی در مجموع برندهٔ ۱ مدال برنز شده‌است.